# Ісіґамі Сенку
Ісіґамі Сенку (яп. 石神 千空,, Ісіґамі Сенку:) — головний герой манґи Dr. Stone, написаної автором Інаґакі Ріїтіро та ілюстрованої художником Боїті. Дія твору розгортається у квітні 5738 року нашої ери, після проходження більш як 3700 років, з того моменту коли таємничий спалах перетворив майже все людське життя на камінь. 17-річний геній на ім'я Сенку Ісіґамі раптово відроджується і виявляється у світі, де всі сліди людської цивілізації були зруйновані часом. Сенку облаштовує невеликий табір і починає вивчати скам'янілих людей, щоб визначити причину катастрофи.
Інаґакі зробив Сенку супергероєм унікального типу, оскільки персонаж, не володіючи надприродними здібностями, виділяється своїми величезними знаннями в науці, завдяки яким здатний допомогти створити нову цивілізацію. Герой заснований на антагоністі Конґо Аґоні з іншої манги від того ж автора, Eyeshield 21, якого манґака хотів зобразити у більш позитивному ключі. В аніме-адаптації Сенку озвучує Юсуке Кобаясі.
Реакція критиків на Сенку була позитивною, він брав участь у кількох опитуваннях популярності та виграв 4-у церемонію Crunchyroll Anime Awards у номінації «Найкращий протагоніст» 2020 року. Рецензентам сподобалася особистість героя та його відносини з другорядними персонажами, а також його суперництво з головним антагоністом Сісіо Цукасою.

## Історія створення

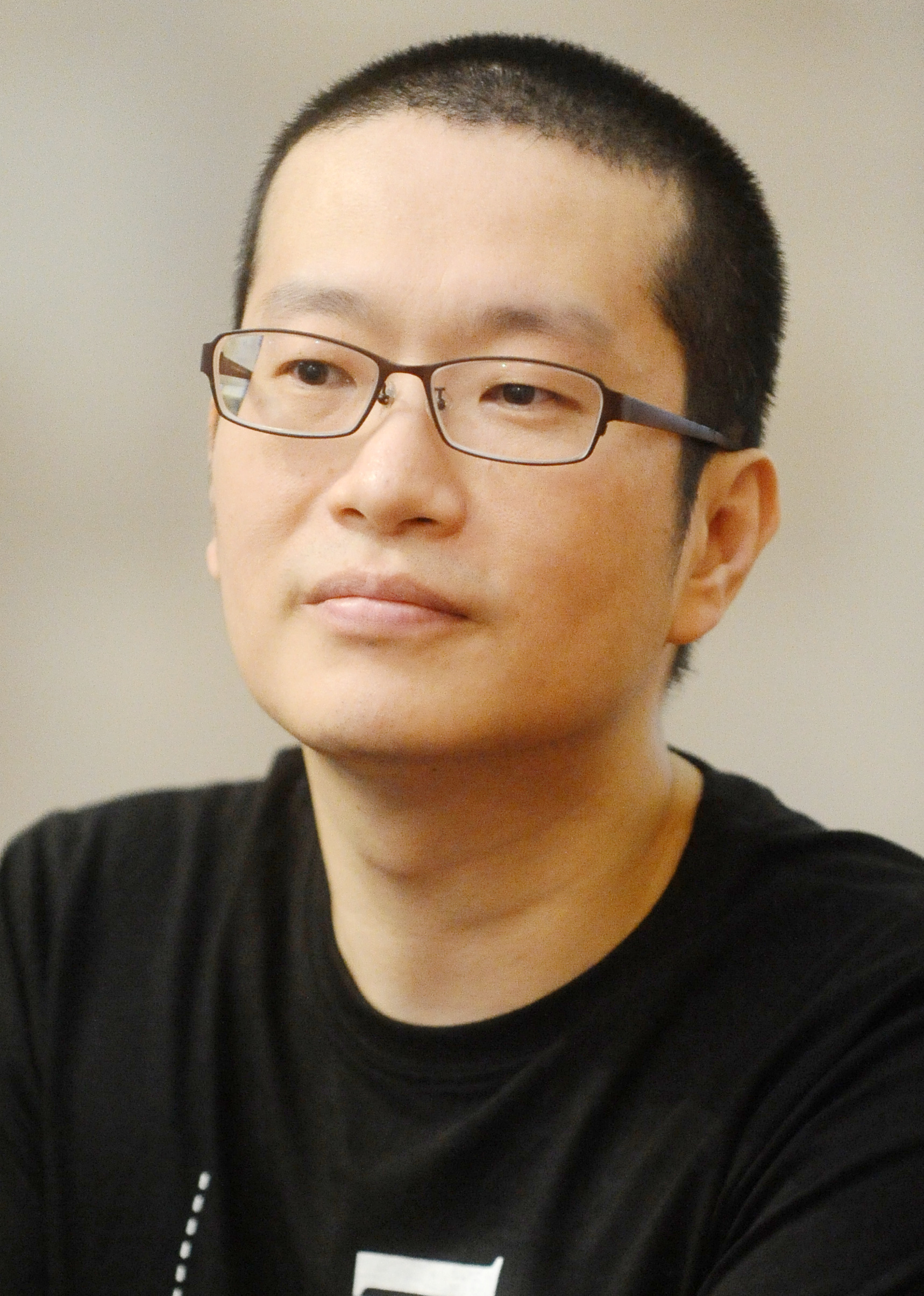
Боїті — ілюстратор манґи Dr. Stone

Інаґакі Ріітіро зробив Сенку альтернативою класичним супергероям, що часто зустрічаються в художній літературі, оскільки Сенку не має якоїсь надприродної сили. Створюючи героя, Інаґакі думав про звичайну людину, якій, щоб чогось досягти, потрібно старанно працювати і рухатися до своєї мети. Автор стверджує, що ставив питання, «який був би класний спосіб зобразити цю „звичайну людину“, яка старанно працює для досягнення своєї мети?» Щоб посилити цю думку про нездатність героя зробити щось надприродне, була придумана ідея скам'яніння (зі збереженням при цьому здатності мислити): при такому стані неможливо робити майже нічого. Єдине, що можна — подумки відраховувати час. Це те, що робить головний герой Сенку, втілюючи в собі ідею старанно працювати, відраховуючи кілька тисяч років.
Спочатку Сенку мав носити ім'я «Ґаку», оскільки кандзі 學 означає «навчання». Однак автор вважав його надто академічним і змінив його на «Сенку» (яп. 千空), що означає «Тисяча небес». Інаґакі також заявив, що Сенку ніколи не розвинув би фантастичні здібності, оскільки це суперечило б реалістичній обстановці твору, представленої з самого початку.
Манґака стверджує, що використовує метод створення персонажів, який називається «акторською грою». По суті, для нових робіт Інаґакі часто повторно використовує задані архетипи своїх героїв, а у випадку з Сенку він фактично повторно використовував персонажа Конґо Аґона зі своєї попередньої роботи Eyeshield 21. Автор заявив, що йому подобається короткий, серйозний характер, який втілюють і Аґон, і Сенку. Оскільки перший показав лише погані сторони цього типу персонажів, то мангака хотів зобразити протилежне у другому. Наукова спрямованість манґи означає, що Інаґакі якомога ближче дотримувався реальності, що часто вимагало певних досліджень. Щоб Сенку виглядав круто, Інаґакі часто просив Боїті намалювати пафосне тло, коли герой винаходить новий предмет, наприклад гідроелектростанцію.
Що стосується посилу манґи, Інаґакі хотів, щоб читачі зрозуміли «силу» та амбіції Сенку, який використовує свої знання про минуле, щоб побудувати сильніше майбутнє. Ілюстратор Боїті заявив, що він пов'язаний з персонажем щодо філософії життя: як художник перейшов від роботи в Кореї до Японії, старанно працюючи в умовах жорсткої конкуренції, щоб допомогти мангакам-початківцям, так і Сенку допомагає суспільству за допомогою його навичок.
Актор озвучування Кобаясі Юсуке згадав, що інтонація імен героїв була не зовсім зрозуміла, доки не почався запис. Кобаясі також озвучив талісмана серіалу, Меха Сенку, дуже схожого на головного героя.
Режисер аніме Іїно Сінья назвав Сенку дуже унікальним і незабутнім персонажем, похваливши при цьому роботу Кобаясі. Що ж до роботи над персонажем, Іїно зіштовхнувся з труднощами при зображенні виразу обличчя героя під час емоційних сцен. Він також порівнював Сенку з Інаґакі.

## Біографія
Ісіґамі Сенку — вундеркінд-підліток, який процвітає в багатьох галузях науки, і особливо любить астрономію і дослідження космосу. На початку манґи Сенку та все населення Землі кам'яінють на 3700 років. Відродившись у кам'яному світі, герой приступає до відновлення цивілізації, заново винаходячи деякі втрачені технології та виявляючи «ліки» (на основі азотної кислоти) від скам'яніння. Хоча Сенку дещо зарозумілий, насправді він дуже благородний і добросердий, оскільки вважає науку засобом піднесення всіх людей і непохитно вірить у своїх друзів. Сенку та його друг Тайдзю, врятований ним від скам'яніння, готують достатньо рідини відродження, щоб звільнити одну людину від каменю, а Тайдзю обирає Юдзуріху (свою дівчину) як перший суб'єкт. Проте герої, переслідувані диким левом, вимушено відроджують підлітка-силача Сісіо Цукасу, який рятує Сенку і Тайдзю, проте пізніше розкрив Сенку свій намір вбити скам'янілих дорослих, щоб створити світ, вільний від їх корупції, що суперечить ідеалам головного героя про відродження всіх. Внаслідок цього вони стали ворогами. Коли Сенку відмовляється від плану порятунку, запропонованого Юдзуріхою (також нещодавно відродженою), йому надається вибір: відмовитися від науки або померти; герой згадує, як розвинув у собі любов до науки і потоваришував з Тайдзю. Відмовляючись кинути улюблену справу, Сенку готується померти від рук Цукаси.
Інсценувавши свою смерть, щоб Цукаса не полював на нього, Сенку потоваришував з жителями села Ісіґамі (нащадками людей, що врятувалися від скам'яніння) і став їх вождем, виявивши, що в той же час він є легендою в сільському суспільстві завдяки впливу одного з предків жителів села, який виявився покійним прийомним батьком героя Б'якуєй, одним з перших, хто вижив після скам'яніння. Він зустрічає чаклуна на ім'я Хром, Сенко робить його своїм учнем. Пізніше герої знаходять різні корисні ресурси (наприклад, вольфрам) і, за допомогою знань Сенку поступово починають відроджувати цивілізацію.
Цукаса та його помічник Хьоґа готуються до майбутнього нападу на село Ісіґамі. Однак Сенку вдається залучити на свій бік деяких людей з Імперії Цукаси. Після кількох битв Сенку вимагає від лиходія перемир'я в обмін на відродження сестри Цукаси Мірай, яка, як він дізнається, жива. За допомогою рідини відродження Мірай оживає. Після поразки сил Хьоґи, що залишилися, і входження Цукаси в кріосон Сенку зміг змусити залишки його Імперії злитися з Королівством Науки (створеним ним), де він очолює раду, іменований П'ять Мудрих Генералів. Сенку скликає збори, на яких оголошує, що вони знайдуть секрет скам'яніння. Він також заявляє, що збудують корабель, щоб дослідити світ.

## Критика та популярність

### Популярність
Сенку став популярним персонажем. Gadget Tsushin включив його ключову фразу «This is exhilarating!» (укр. «Як же це хвилююче!») у свій список модних аніме-слів 2019 року. У 2020 році, на 4-й церемонії вручення нагород Crunchyroll Anime Awards Сенку виграв у номінації «Найкращий протагоніст». Він також очолив різноманітні західні та східні опитування популярності, що стосуються манґи Dr. Stone у 2019 році. Otaku USA вважає Сенку одним із найрозумніших персонажів аніме. В одному з опитувань Crunchyroll Сенку був визнаний найпопулярнішим персонажем аніме. У 2022 році він був номінований на 6-ій церемонії Crunchyroll Anime Awards у категорії «Найкращий чоловічий персонаж» після виходу 2 сезону аніме Dr. Stone (Dr. Stone: Stone Wars) («Кам'яні війни»).

### Критика

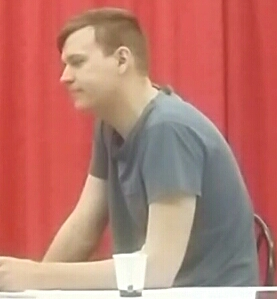
Аарон Дісмук — англійський актор озвучення Сенку

Реакція критиків на персонажа була позитивною. Spin Maker назвав Сенку привабливим персонажем, оскільки він «схожий на помісь МакГайвера і Джиммі Нейтрона». Manga. Tokyo називає героя сумішшю Декстера з «Лабораторії Декстера» та Рінтаро Окабе з «Steins;Gate», при цьому вважаючи його забавним персонажем. Також видання зазначило, що незважаючи на те, що він веде себе як божевільний вчений, помітно, що Сенку піклується про інших. Anime UK News вважав, що прагнення Сенку відновити цивілізацію обумовлено молодим віком, також назвавши дизайн його волосся «безглуздим». Comic Book Resources зауважив, що Сенку врівноважений як персонаж, оскільки, враховуючи його інтелект, фізично герой не дуже сильний, оскільки йому важко нести важкі предмети. Comic Book Resources присвятив Сенку цілу статтю, назвавши його «у душі сьонен-героєм, а не замкнутим, ексцентричним типом доктора Франкенштайна», а його глибокі особисті зв'язки з іншими персонажами не викликають особливого задоволення чи сенсу.
Відносини Сенку з іншими персонажами, насамперед із жителями села Ісіґамі, та його суперництво з Цукасою отримали змішані відгуки. Спочатку Manga.Tokyo зазначив, що взаємодія між Сенку і Тайдзю була схожа на серію «Пінкі і Брейн», але назвавши при цьому дует нудним, так як в їх взаємодіях не було нічого цікавого. Anime UK News зауважив, що прагнення Сенку збільшити вогневу міць села Ісіґамі є натяком на другий сезон, у якому розпочнеться боротьба з силами Цукаси. Otaquest і IGN високо оцінили характер Сенку і його дії в сюжеті, а також вплив на його учня Хрома, який нічого не розуміє в науці.
Протистояння Сенку, втілення науки, з Цукасою, втіленням сили, було однією з центральних тем манґи. Medium вважав другий сезон аніме найбільш важливою частиною, адаптованою з першоджерела, хоча останній поворот «Кам'яних війн» був названий спірним. Anime News Network зазначив, що ще з першого тому, Боїті надав суперництву Сенку і Цукаси велике значення. Comic Book Bin був вражений протистояння протагоніста з антагоністом у дев'ятому томі манґи настільки, що назвав його найкращою частиною. Обидва актори озвучування Сенку, Аарон Дісмук та Кобаясі Юсуке, отримали високу оцінку в ЗМІ. У статті AnimeAnime Сенку був названий другим найкращим персонажем Кобаясі після Субару Нацукі з Re:Zero.